# Togiola Tulafono

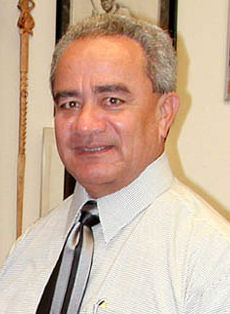
Togiola Tulafono

Tagiola Tulafono (ur. 28 lutego 1947, wyspa Aunuʻu, Samoa Amerykańskie), polityk, gubernator Samoa Amerykańskiego od 7 kwietnia 2003 do 3 stycznia 2013. Jest członkiem Partii Demokratycznej. 
Od stycznia 1997 zajmował stanowisko zastępcy gubernatora wysp (Lieutenant Governor). 26 marca 2003 po śmierci gubernatora Tauesy Sunii, został tymczasowym gubernatorem. 7 kwietnia 2003 objął już oficjalnie urząd gubernatora. W wyborach w 2004 uzyskał reelekcję. W pierwszej turze zdobył 48,4% głosów. W drugiej turze uzyskał poparcie na poziomie 56%. 
W lipcu 2006 Tulofano odebrał liniom lotniczym Hawaiian Airlines, jedynemu przewoźnikowi obsługującemu główne połączenie Pago Pago-Honolulu, pozwolenie na działalność w Samoa Amerykańskim. Oskarżył linie o nieuczciwą politykę cenową i dyskryminację etniczną. W sierpniu 2006 musiał jednak wycofać zakaz z powodu nacisków administracji rządowej USA, grożącej wycofaniem wsparcia finansowego.